# Crassula morrumbalensis
Crassula morrumbalensis (лат.) — вид суккулентных растений рода Толстянка (Crassula) семейства Толстянковые (Crassulaceae), естественно произрастающий на территории Мозамбика.

## Название
Родовое латинское название Crassula происходит от латинского слова crassus, — «толстый», в основном из-за присутствия у растений этого рода сочных листьев.
Видовой латинский эпитет morrumbalensis происходит от названия местности или горы Morrumbala в Мозамбике.

## Ботаническое описание
Многолетняя трава с сочным стеблем, распростертым до 4 мм в толщину, который в некоторых узлах укореняется. Ветви стебля голые и ветвистые, иногда образующие почти сидячие розетки листьев. Листья различной формы, либо продолговато-эллиптические, достигающие 24 х 5 мм, с острыми реснитчатыми краями, либо эллиптические, до 13 х 7 мм на верхушке, все цельные и голые с обеих сторон.
Цветоносы одиночные, окруженные розетками листьев у основания. Цветки 5-членные, собранные в небольшие соцветия, образующие плотные щитки до 2 см в диаметре. Чашечка и чашелистики короткие, с реснитчатыми краями. Венчик белый, с лепестками, сросшимися у основания. Тычинки короче венчика, с пыльниками до 0,6 мм в длину. Листовки гладкие, семена закругленные и ребристые.

## Таксономия
Crassula morrumbalensis R.Fern., первое упоминание в Bol. Soc. Brot., sér. 2.A, 55: 97 (1982).